# Eupithecia laterata
Eupithecia laterata là một loài bướm đêm trong họ Geometridae.